# Aydar Zakarin
Aydar Zakarin, né le 9 mai 1994 à Lipetsk, est un coureur cycliste russe, professionnel entre 2013 et juillet 2017. Son frère Ilnur pratique également le cyclisme en compétition.

## Biographie
Il arrête sa carrière en juillet 2017.

## Palmarès sur route
- 2015
  - 3e du championnat de Russie sur route espoirs
- 2017
  - 3e étape du Tour de La Corogne
  - 3e étape du Tour de Lleida
  - 3e du Tour de La Corogne

## Palmarès sur piste

### Championnats du monde juniors
- Invercargill 2012
  -  Médaillé d'argent de la course aux points juniors
  -  Médaillé de bronze de la poursuite par équipes